# St.-Charles (Ontario)
St.-Charles (offiziell Municipality of St.-Charles) ist eine Flächengemeinde im Zentrum der kanadischen Provinz Ontario. Die Gemeinde liegt im Sudbury District und hat den Status einer Single Tier (einstufigen Gemeinde).
Der europäisch geprägte Teil der Besiedlung geht bis zur Ankunft einer Eisenbahnstrecke der Canadian Pacific Railway im Jahr 1890.

## Lage
St.-Charles liegt im südöstlichen Teil der Provinz und grenzt nach Südosten an die westlichen Ausläufer und Zuflüsse des Lake Nipissing. Die Gemeinde umfasst im Südosten mit dem Mashkinonje Provincial Park einen der Provincial Parks in Ontario, welcher bis in das südliche gelegene Gebiet der Gemeinde French River reicht. Der Park setzt sich nach Osten auch in die dort angrenzende Gemeinde West Nipissing fort. Im Nordwesten grenzt die Gemeinde an die östlichen Ausläufer des Lake Nepewassi.
St.-Charles liegt etwa 50 Kilometer südöstlich von Greater Sudbury bzw. etwa 300 Kilometer nördlich von Toronto. In der Gemeinde gibt es mehrere Siedlungsschwerpunkte. Größter und durch den Sitz der Gemeindeverwaltung wichtigster Siedlungsschwerpunkt ist St.-Charles selber, weitere Siedlungspunkte sind Casimir und West Arms.

## Bevölkerung
Der Zensus im Jahr 2016 ergab für die Gemeinde eine Bevölkerungszahl von 1269 Einwohnern, nachdem der Zensus im Jahr 2011 für die Gemeinde noch eine Bevölkerungszahl von 1282 Einwohnern ergeben hatte. Die Bevölkerung hat damit im Vergleich zum letzten Zensus im Jahr 2011 leicht um 1,0 % abgenommen, während der Provinzdurchschnitt gleichzeitig bei einer Bevölkerungszunahme von 4,6 % lag. Im Zensuszeitraum von 2006 bis 2011 hatte die Einwohnerzahl in der Gemeinde noch deutlich um 10,6 % zugenommen hatte, während die Gesamtbevölkerung in der Provinz gleichzeitig um 5,7 % zunahm.

## Sprache
In der Gemeinde lebt eine große Anzahl von Franko-Ontariern. Bei offiziellen Befragungen im Rahmen des Zensus 2016 gaben etwa 45 % der Einwohner an Französisch als Muttersprache oder Umgangssprache zu verwenden. St.-Charles gehört damit zu den Gemeinden in der Provinz mit einem deutlich erhöhten Anteil an französischsprachigen Einwohnern. Auf Grund der Anzahl der französischsprachigen Einwohner gilt in der Gemeinde der „French Language Services Act“. Obwohl Ontario offiziell nicht zweisprachig ist, sind nach diesem Sprachgesetz die Provinzbehörden verpflichtet, ihre Dienstleistungen in bestimmten Gebieten auch in französischer Sprache anzubieten. Die Gemeinde selber gehört auch der Association française des municipalités d’Ontario (AFMO) an und fördert die französische Sprachnutzung ebenfalls auf Gemeindeebene.

## Verkehr
An größeren Fernstraßen wird St.-Charles nur durch den regionalen Highway 535 in Nord-Süd-Richtung erschlossen. Dieser regionale Highway verbindet dabei den nördlich verlaufenden Kings Highway 17 mit dem südlich gelegenen Kings Highway 64.